# Kloster Weißenhorn
Das Kloster Weißenhorn war ein Kloster der Kapuziner in Weißenhorn in Bayern im Bistum Augsburg.

## Geschichte
Das Kloster wurde 1667 durch Graf Johann Albert Fugger gegründet. Es war dem heiligen Sebastian geweiht. Im Zuge der Säkularisation wurde es 1806 aufgelöst.